# Francesca Annis
Francesca Annis (Londen, 14 mei 1945) is een Brits actrice.  Zij speelde op toneel, in films, musicals en in producties voor de televisie. 
Haar eerste internationale optreden was in 1963 in Cleopatra. Daarna speelde zij een rol in onder andere Lady Macbeth. In een aantal afleveringen van de misdaadserie van schrijfster Agatha Christie was zij ook te zien. In 1983 speelde zij de hoofdrol in Tuppence Beresford naar een boek van Agatha Christie. Ook was zij te zien in rollen van de televisieseries Lillie Langtry, Magnum, P.I. en Simon Templar. In 1997 speelde ze de rol van Anna Crane in de Britse TV serie Reckless met oa  Robson Green en Michael Roy Kitchen als tegenspelers.  In 1998 kwam er een vervolg: Reckless The Sequal.
Annis was 22 jaar de echtgenote van fotograaf Patrick Wiseman met wie zij twee dochters en een zoon heeft. Tussen 1995 en 2006 was zij de vrouw van de bekende Engelse acteur Ralph Fiennes. Na het bekend worden van een affaire van Fiennes met een zangeres, werd tot een scheiding besloten.

## Selectie van haar optredens
- 1959 Carry on Teacher
- 1963 Cleopatra
- 1964 Murder most foul
- 1971 The Tragedy of Macbeth
- 1977 Lillie Langtry – televisieserie
- 1980 Why Didn't they ask Evans?
- 1982 The secret adversary
- 1983 Krull
- 1983 Agatha Christie's Partners in Crime
- 1984 Dune
- 1986 Under the Cherry Moon
- 1997 Reckless
- 1998 Reckless the Sequel

- Biblioteca Nacional de España: XX1580652
- Bibliothèque nationale de France: cb140069370 (data)
- Gemeinsame Normdatei: 129422584
- International Standard Name Identifier: 0000 0001 1027 6949
- Library of Congress Control Number: n86041255
- MusicBrainz: 33a7cd5a-333b-418d-ba28-3aac85ed632b
- Nationale Bibliotheek van Tsjechië: pna2008456607
- Nationale bibliotheek van Australië: 35935132
- Nationale Bibliotheek van Israël: 987007322189605171
- Nederlandse Thesaurus van Auteursnamen: 073888168
- SNAC: w661227r
- Système universitaire de documentation: 061635847
- Trove: 1153132
- Virtual International Authority File: 59280956
- WorldCat: E39PBJpDW3G9T7K7K9F6CVdG73